# دیانا گوستیلینا
دیانا گوستیلینا (روسی: Диа́на Влади́мировна Густи́лина؛ زادهٔ ۲۱ آوریل ۱۹۷۴) بازیکن بسکتبال اهل روسیه است.